# Liste des maires d'Avignon

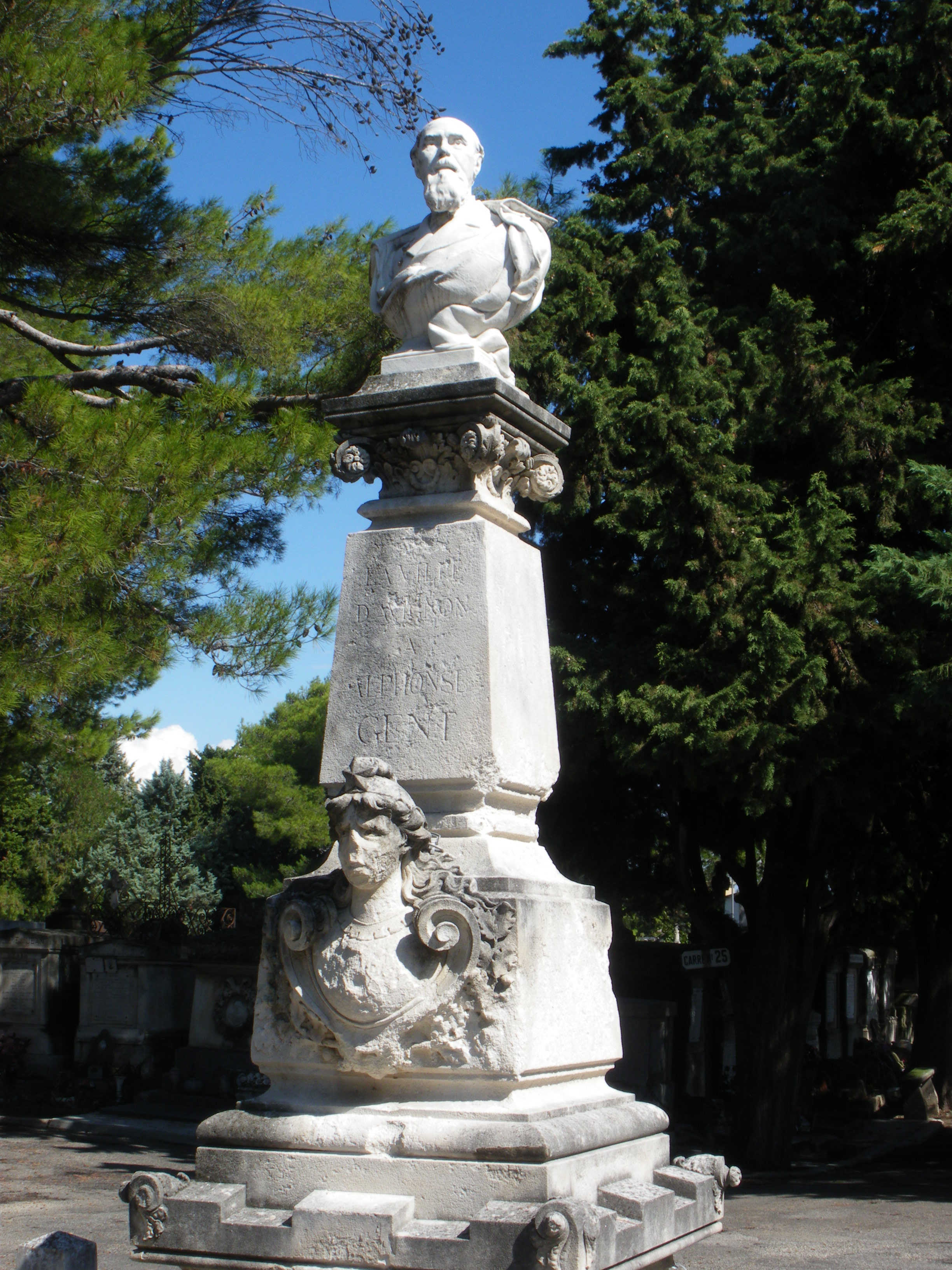
Statue d'Alphonse Gent au Cimetière de Saint Véran d'Avignon.

Édouard Daladier.

Cet article dresse une liste par ordre de mandat des maires d'Avignon depuis 1790.

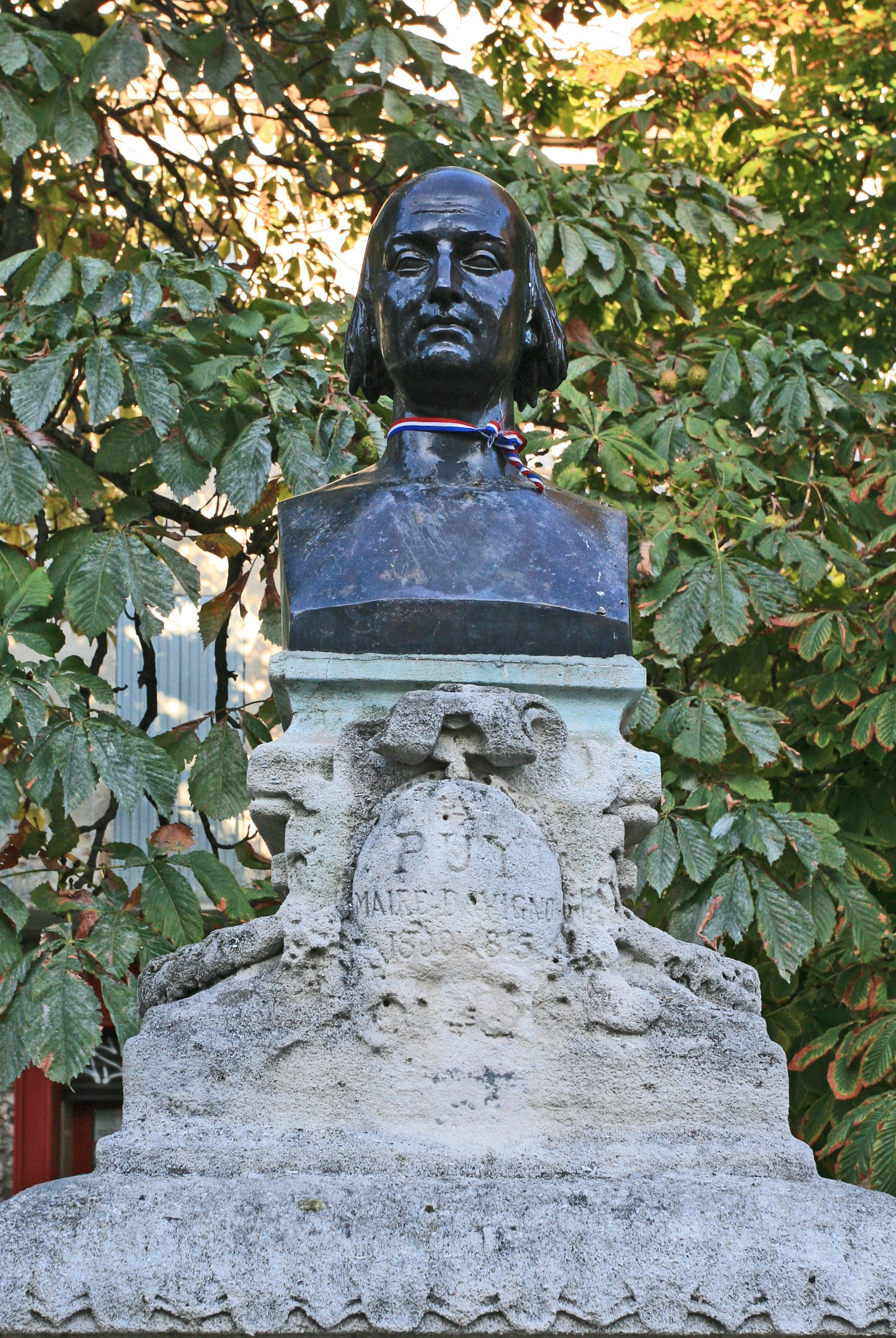
Buste de Guillaume Puy.

## Liste des maires
| Période | Période          | Identité                             | Étiquette                | Qualité |
| ------- | ---------------- | ------------------------------------ | ------------------------ | --- |
| 1790    | 1791             | Jean-Baptiste Darmand                |                          | |
|         | 21 août 1791     | Richard                              |                          | Renversé par Jourdan Coupe-Têtes                                                                                         |
| 1795    |                  | Guillaume Puy                        |                          | |
| 1795    | 1796             | Alexis Bruny                         |                          | |
| 1796    |                  | Père Minvielle                       |                          | |
| 1796    | 1797             | Faulcon                              |                          | |
| 1797    | 1798             | Père Minvielle                       |                          | |
| 1798    | 1800             | Cadet Garrigan                       |                          | |
| 1800    | 1806             | Guillaume Puy                        |                          | |
| 1806    | 1811             | Agricol Joseph Xavier Bertrand       |                          | |
| 1811    | 1815             | Guillaume Puy                        |                          | |
| 1815    |                  | Hippolyte Roque de Saint-Prégnan     |                          | |
| 1815    | 1819             | Charles de Cambis-Lezan              |                          | |
| 1819    | 1820             | Louis Duplessis de Pouzilhac         |                          | |
| 1820    | 1826             | Charles Soullier                     |                          | |
| 1826    | 1830             | Louis Pertuis de Montfaucon          |                          | |
| 1830    | 1832             | François Jullian                     |                          | |
| 1832    | 1833             | Balthazar Delorme                    |                          | |
| 1834    | 1837             | Hippolyte Roque de Saint-Prégnan     |                          | |
| 1837    | 1841             | Dominique Geoffroy                   |                          | |
| 1841    | 1843             | Albert d'Olivier de Pezet            |                          | |
| 1843    | 1847             | Joseph Eugène Poncet                 |                          | |
| 1847    | 1848             | Hyancinthe Chauffard                 |                          | |
| 1848    |                  | Alphonse Gent                        |                          | |
| 1848    |                  | Frédéric Granier                     |                          | |
| 1848    | 1850             | Gabriel Vinay                        |                          | |
| 1850    | 1852             | Martial Bosse                        |                          | |
| 1852    | 1853             | Joseph Eugène Poncet                 |                          | |
| 1853    | 1865             | Paul Pamard                          |                          | |
| 1865    | 1870             | Paul Poncet                          |                          | |
| 1870    | 1871             | Paul Bourges                         |                          | |
| 1871    | 1874             | Paul Poncet                          |                          | |
| 1874    | 1878             | Jean Du Demaine                      |                          | |
| 1878    | 1881             | Paul Poncet                          |                          | |
| 1881    |                  | Eugène Millo                         |                          | |
| 1881    | 1884             | Charles Deville                      |                          | |
| 1884    | 1888             | Paul Poncet                          |                          | |
| 1888    | 1903             | Joseph-Gaston Pourquery de Boisserin |                          | |
| 1903    | 1904             | Alexandre Dibon                      |                          | |
| 1904    | 1910             | Henri Guigou                         |                          | |
| 1910    | 1919             | Louis Valayer                        |                          | |
| 1919    | 1925             | Ferdinand Bec                        |                          | |
| 1925    |                  | Louis Gros                           | SFIO                     | |
| 1925    | 1928             | Louis Nouveau                        |                          | |
| 1928    | 1929             | Marius Jacquet                       |                          | |
| 1929    | 1940             | Louis Gros                           | SFIO                     | |
| 1940    | 1942 (démission) | Jean Gauger                          |                          | |
| 1942    | 1944             | Edmond Pailheret                     |                          | Directeur de l'Agence générale du Sud-Est de la Société des houillères de Montrambert Nommé par le Gouvernement de Vichy |
| 1944    | 1945             | Louis Gros                           | SFIO                     | Nommé par le Préfet après la Libération                                                                                  |
| 1945    | 1947             | Georges Pons                         | PCF                      | |
| 1947    | 1948             | Paul Rouvier                         | SFIO                     | |
| 1948    | 1950             | Henri Mazo                           | RPF                      | |
| 1950    | 1953             | Noël Hermitte                        | SE                       | |
| 1953    | 1958             | Édouard Daladier                     | Parti radical-socialiste | |
| 1958    | 1983             | Henri Duffaut                        | SFIO puis PS             | |
| 1983    | 1989             | Jean-Pierre Roux                     | RPR                      | |
| 1989    | 1995             | Guy Ravier                           | PS                       | |
| 1995    | 2014             | Marie-Josée Roig                     | RPR puis UMP             | |
| 2014    | En cours         | Cécile Helle                         | PS puis DVG              | |

## Pour approfondir